# Steyr 658
Der Steyr 658 ist ein Traktor aus der Steyr Plus-Serie von Steyr Daimler Puch. Er wurde von 1977 bis 1979 gebaut.
1971 wurde die bestehende Plus-Serie mit den Typen Steyr 30, Steyr 40, Steyr 50, Steyr 70 und Steyr 90 aus Marketinggründen auf dreistellige Typenbezeichnungen umgestellt und gleichzeitig wurden einige Änderungen vorgenommen. Der neue Steyr 650 ersetzte daher den Steyr 50 und 1977 kam an seiner Stelle der etwas stärkere Steyr 658.
Der wassergekühlte Dieselmotor des Typs WD 408.42 mit vier Zylindern und 3,140 l Hubraum hatte eine Leistung von rund 40 kW (55 PS). Das Getriebe hatte 16 Vorwärtsgänge und acht Rückwärtsgänge, auf Wunsch auch bis zu 16 Vorwärtsgänge und 16 Rückwärtsgänge. Die Höchstgeschwindigkeit wurde mit 27 km/h angegeben.
Der Traktor war als Steyr 658 in der Hinterradversion und als Steyr 658 a in einer Allradversion erhältlich.
Verkauft wurden von der Hinterradversion rund 3300 Exemplare und von der Allradversion etwa 800. 1979 wurde der Steyr 658 durch den Steyr 8060 der Baureihe 80 ersetzt.
Die Karosserie wurde vom französischen Industriedesigner Louis Lucien Lepoix entworfen.